# René-Norbert Sauvage
Pour les articles homonymes, voir Sauvage (homonymie).
René Frédéric Norbert Sauvage, né le 17 février 1882 à Caen où il est mort le 17 janvier 1955, est un historien et archiviste français.
Il est directeur des Archives du Calvados de 1919 à 1949, et spécialiste de l'histoire de la Normandie.

## Biographie
Après des études secondaires à l’Institution Sainte-Marie et supérieures à l’École nationale des chartes, René-Norbert Sauvage est nommé d'abord comme adjoint aux archives départementales du Calvados. Après le départ à la retraite de Gaston Lavalley, il devient le 1er janvier 1913 conservateur de la bibliothèque de Caen et des archives municipales de cette même ville, puis directeur des archives départementales du Calvados en 1919, où il reste jusqu'à sa retraite en 1949.
Il est membre de nombreuses société savantes, notamment comme secrétaire de la Société des antiquaires de Normandie, membre de la Société historique de Lisieux, secrétaire de l’Académie des sciences, arts et belles-lettres de Caen et membres du Comité régional des arts appliqués de Basse-Normandie. Il est à deux reprises chef de cabinet du préfet du Calvados. Dans l'hommage qu'il publie à sa mort, Lucien Musset, son successeur comme secrétaire de la Société des Antiquaires de Normandie, le qualifie de "directeur spirituel de toute l'érudition historique normande".
Pendant la Seconde guerre mondiale, il procède à plusieurs transferts d'archives conformément aux consignes de la Défense Passive, notamment au prieuré Saint-Gabriel de Brecy en 1940, mais par chance aucun bombe lancée durant le débarquement de 1944 n'atteint le bâtiment des Archives départementales ou l'annexe installée dans l'église du Saint-Sépulcre,.
Durant la bataille de Caen, il perd la majorité de ses biens (livres, notes et domicile) et il est lui-même blessé lors de l'effondrement du plafond de la carrière dans laquelle il s'est réfugié. Dans les quelques années qui s'écoulent entre la fin de la Seconde Guerre mondiale et son départ à la retraite, il entreprend l’inventaire des bâtiments encore restaurables dans le Calvados et l'est de la Manche et rédige le premier état des archives et bibliothèques ayant subi des dommages liés aux bombardements dans le Département.
René-Norbert Sauvage publie de nombreux articles d'érudition locale sur l'histoire de la Basse-Normandie dans des bulletins de sociétés savantes et dans la Revue bibliographique et critique d’histoire de la Normandie.

## Publications
- Le Fonds de l’abbaye de Saint-Étienne de Caen aux archives du Calvados, Caen, H. Delesques, 1911 ;
- « L’Abbaye de Saint-Martin de Troarn, au diocèse de Bayeux, des origines au XVIe siècle », Mémoires de la Société des antiquaires de Normandie, tome XXXIV, Caen, 1911 ;
- « Un vol de reliques à Saint-Pierre de Lisieux en 1512 », Bulletin de la Société historique de Lisieux, no 18, 1910) ;
- « L’abbaye de Saint-Pierre-sur-Dives sous la règle de Saint-Maur », Bulletin de la Société historique de Lisieux, no 26 (1924) ;
- « Fragments d’un cartulaire de Saint-Pierre-de-Lisieux », Études Lexoviennes III, Paris ; Caen, 1928, p. 325-57 ;
- Les Diplômes de Henri Ier, roi d’Angleterre et duc de Normandie, pour l’abbaye de Saint-Pierre-sur-Dive, impr. Robert Lainé, Rouen, 1933 ;
- « Le Cartulaire communal de Falaise », Mélanges de la Société historique de Normandie, t. XIV, 1938, p. 111-53.
- 76 documents sont répertoriés sur le site du Catalogue collectif Normand Normannia, au nom de René-Norbert Sauvage[9]

## Hommages
Une rue de Caen, proche des bâtiments des Archives départementales du Calvados, porte son nom depuis la fin des années 1960.